# Changement linguistique
Ne doit pas être confondu avec Conversion linguistique.
L'expression changement linguistique désigne la modification continue dans le temps des éléments et des structures de tous les domaines d’une langue. Il y a deux grandes catégories : des changements internes à une langue donnée et des changements externes. Les changements consistent en transformations, en ajouts et en éliminations d’éléments et de structures,,,.
Le changement linguistique est étudié par la linguistique historique, qui étudie la formation et l’évolution des langues en tant que processus qui se déroulent par des changements. La sociolinguistique s’en occupe également, en se concentrant sur les changements qui ont eu lieu et qui sont en cours en raison de phénomènes de société. 
Certains linguistes distinguent nettement, au sujet du changement, le lexique d’un côté et les systèmes grammatical et phonémique/phonétique de l’autre, en insistant sur le fait que seuls les changements dans ces derniers sont linguistiques à proprement parler, étant des changements systémiques. Si, par exemple, dans une langue sont apparus les articles dans l’emploi des noms, la détermination par ceux-ci se fait conformément à des règles et des exceptions appliquées à tous les noms. Par contre, dans le lexique, les changements concernent des éléments individuels que, par conséquent, on ne peut pas encadrer dans des règles, sauf celles de la formation des mots, qui tiennent de la morphologie aussi. Une autre différence entre le lexique et les autres domaines est que les changements du premier sont relativement rapides et facilement observables, alors que ceux des derniers sont lents et, de ce fait, pratiquement imperceptibles pour les locuteurs.

## Motivations du changement linguistique
Au sujet du changement du phonétisme et du système grammatical en général, certains linguistes se sont posé la question s’il a ou non une finalité concernant la langue dans son ensemble, et ils sont arrivés à la conclusion qu’il n’en a pas.
L’une des motivations serait la tendance à la simplification. Certains changements constituent effectivement des simplifications, par exemple la disparition de la déclinaison en français, mais d’autres ont pour résultat une complexification. Ainsi, le latin avait trois formes de passé à l’indicatif, dont le français a hérité deux, a refait le troisième (le plus-que-parfait) et a développé sept formes de plus : le passé composé, le passé surcomposé, le plus-que-parfait surcomposé, le passé antérieur et deux formes avec le verbe semi-auxiliaire venir. En revanche, le hongrois avait cinq formes de passé au XVIe siècle, dont il reste une seule dans la langue actuelle, mais sa déclinaison est toujours complexe. L’idée que les changements visent la simplification de la langue dans son ensemble est erronée, parce qu’elle suppose qu’à ses débuts la langue était très complexe et qu’au cours de son histoire elle n’a fait que se simplifier, ce qui ne correspond pas à la réalité. En fait, les deux tendances s’équilibrent, par conséquent, la langue ne se simplifie pas et ne se complexifie pas non plus.
Une autre motivation serait l’évitement de l’ambiguïté. En effet, il y a des cas où le changement a ce but. Par exemple, en roumain, le verbe a acorda « accorder » a deux sens, dans des syntagmes comme a acorda ajutor « accorder de l’aide » et a acorda un pian « accorder un piano ». Dans le but de la désambiguïsation, du moins au temps présent de certains modes, il s’est produit un changement morphologique, l’ajout d’un suffixe dans le deuxième sens : acordă ajutor « il/elle accorde de l’aide » vs acordează un pian « il/elle accorde un piano ». En revanche, certains changements au cours de l’histoire de la langue ont abouti à des cas d’ambiguïté. En roumain également, les formes de la première personne du singulier et du pluriel du verbe a avea « avoir » auxiliaire du passé composé sont devenues identiques, et l’expression du sujet par un mot à part n’est pas obligatoire, ex. Am plecat la facultate « Je suis allé(e) / Nous sommes allé(e)s à la faculté ». La désambiguïsation exige une complexification de l’expression.
L’une des motivations des changements phonétiques est de faciliter la prononciation. Il était peut-être difficile aux locuteurs de l’ancien français de prononcer le son [ts] et ils l’ont réduit à [s], mais par ailleurs cela a produit des cas d’ambiguïté lexicale par homonymie, ex. cire – sire [si:r].
En conclusion, même si dans certains cas on peut motiver le changement, on ne peut pas expliquer pourquoi dans des cas semblables il se produit dans certains mais pas dans d’autres, ou pourquoi c’est même un changement contraire qui se produit dans ces derniers. De toutes façons, chaque langue accomplit bien sa fonction de communication dans sa communauté linguistique, indifféremment des changements qui s’y produisent ou non.
Cependant, les changements lexicaux ont une motivation, principalement la nécessité d’adapter la communication aux changements de la société, comme la nécessité de nommer des objets et des concepts nouveaux. Il peut aussi s’agir de la volonté de l’utilisateur de la langue d’être le plus expressif possible.

## Mécanisme du changement linguistique
Le changement de la langue est une manifestation de sa variation en diachronie, c’est-à-dire dans son évolution d’une étape historique à une autre. Cette variation est en relation avec la variation en synchronie, c’est-à-dire à chaque moment de l’histoire de la langue. Chaque locuteur a sa propre variété de langue (son idiolecte) qui diffère plus ou moins des variétés de tous les autres locuteurs. Par exemple, la prononciation est différente non seulement d’un locuteur à l’autre, mais aussi le même son est prononcé différemment d’une fois à l’autre par le même locuteur. L’idiolecte change au cours de la vie de son locuteur aussi. De même, la langue que les parents transmettent à leurs enfants est déjà légèrement différente dans l’usage de ceux-ci.
Dans les idiolectes, des innovations ont lieu et il se produit ainsi des variantes d’éléments et de structures qui coexistent en synchronie. Le processus diachronique se manifeste par la concurrence entre variantes. Parfois la nouvelle variante disparaît, mais d’autres fois elle se généralise graduellement en parallèle avec la diminution de l’emploi de l’autre, jusqu’à la disparition de celle-ci, le changement étant ainsi accompli. Par exemple, en français, le verbe envoyer avait deux variantes de futur. La forme envoi(e)rai était encore fréquente au XVIIe siècle, étant attestée au XVIIIe siècle aussi, et la forme enverrai est attestée dès le XIVe siècle. Les deux variantes ont donc coexisté pendant plusieurs siècles, pour qu’au XXe siècle il n’en reste qu’une, enverrai.
Si les innovations se généralisent seulement dans des catégories de locuteurs déterminées régionalement ou socialement, la langue se différencie en variétés régionales (dialectes) et sociales (sociolectes),. Les faits de langue communs font que celle-ci existe en tant que telle, et elle continue d’évoluer par des changements, en se maintenant en tant que telle du moins pendant une certaine période. En même temps, les faits de langue spécifiques des dialectes se multiplient et évoluent eux aussi, pouvant devenir majoritaires par rapport aux faits communs, les dialectes se transformant ainsi, dans certaines conditions, en de nouvelles langues, différentes l’une de l’autre et de la langue d’origine, souvent en parallèle avec la disparition de celle-ci. C’est ainsi que se sont formées les langues romanes, par exemple, à partir des dialectes du latin vulgaire parlé dans divers territoires européens conquis par les Romains.
Il y a diffusion d’éléments et de structures d’une langue à une autre aussi, qui cause des changements sous forme d’emprunts du type adstrat, à la suite du contact linguistique populaire entre communautés linguistiques voisines. Des changements se produisent également par contact linguistique savant. C’est ainsi, par exemple, que de nombreux mots des langues romanes occidentales ont été empruntés par le roumain. Il y a surtout des emprunts lexicaux, mais aussi appartenant à tous les autres domaines de la langue. Les emprunts aussi se diffusent à partir d’individus et se transforment de faits d’intégration passive en faits d’usage.
En prenant pour référence la variété commune d’une langue, celle-ci subit des changements par adoption de faits de langue des dialectes et des sociolectes aussi. Dans la terminologie du linguiste américain William Labov il y a « changement d’en bas » (change from below) et « changement d’en haut » (change from above). Le premier a lieu dans les variétés de langue standard par adoption d’éléments des variétés non standard. Par exemple, de l’argot français des délinquants, des mots passent d’abord dans le registre de langue populaire, puis dans le registre familier ou directement dans celui-ci, certains de ces mots aboutissant dans le registre courant, tels maquiller ou mégot. Au XXIe siècle, le langage des médias est un facteur important du changement d’en bas, en prenant des éléments de sociolectes non standard et pouvant les répandre en raison de son prestige social.
Le changement d’en haut prend le sens inverse, des locuteurs de variétés non standard cherchant à introduire dans leur usage des traits de variétés plus prestigieuses à leurs yeux que la leur. Le changement d’en haut est un phénomène général dans le cas des locuteurs dont la variété de langue maternelle est non standard (dialecte, registre populaire), et qui acquièrent la variété standard dans le système scolaire.
Dans le cas du changement sémantique, un autre mécanisme du changement tient dans la relation entre les signifiés. Par exemple, il a été observé que les mots désignant des concepts plus concrets, comme l'espace ou la localisation, ont régulièrement développé la capacité à désigner des concepts plus abstraits, comme le temps ou la pensée (ex. latin deduco « conduire, emmener d'un endroit à un autre » > français déduire, anglais deduce ).

## Le changement dans les divers domaines de la langue

### Changements lexicaux
Les changements du lexique sont les plus rapides et les plus évidents.
Une partie des mots d’une langue sont hérités de leur langue mère et d’un éventuel substrat, en français chêne, mouton, etc. (gaulois), chanter, tête, vert, etc. (latins). Une autre partie est constituée de mots créés par des moyens internes à la langue, c’est-à-dire après que celle-ci peut être considérée comme une langue distincte. Certains de ces mots sont des créations spontanées, par exemple les onomatopées (glouglou, tic-tac, etc.).
Les changements internes ont pour point de départ de tels mots, qui servent de base pour former de nouveaux mots. En français il y a des procédés de formation comme la dérivation par des suffixes (ex. glouglou > glouglouter), la dérivation par des préfixes (ex. chanter > déchanter), la dérivation par des préfixes et des suffixes à la fois (ex. tête > s’entêter), la composition (ex. chêne-liège) ou la conversion lexicale, ex. tic-tac onomatopée > tic-tac nom.
D’autres changements du lexique sont d’origine externe, à savoir les emprunts lexicaux, plus ou moins nombreux selon les langues. Il s’agit principalement de mots mais d’affixes lexicaux aussi, comme les suffixes -ade et -esque fournis au français par l’italien.
Une combinaison de source externe de changement et de procédé interne de formation est le calque, c’est-à-dire la création de mots par traduction littérale de mots composés étrangers, par exemple surhomme (< (de) Übermensch) ou gratte-ciel (< (en) skyscraper).
Les unités lexicales d’origine étrangère peuvent subir elles aussi des changements par les procédés internes de formation des mots.
Aussi bien les mots autochtones, que les emprunts subissent des changements sémantiques, comme panier, initialement corbeille à pain devenu corbeille en général, ou building, en anglais bâtiment quelconque, en français bâtiment à nombreux étages.
Les changements lexicaux peuvent être spontanés ou des innovations conscientes. Parmi ces derniers il y a les sigles et les acronymes, ex. H.L.M., OTAN.
La grammaticalisation est un changement lexical par lequel un élément du lexique est transformé en morphème grammatical. Ainsi, le mot perd de sa sémantique et de son autonomie grammaticale pour adopter une fonction grammaticale dans la phrase. Par exemple, aller qui dispose toujours de son sens autonome de déplacement (ex. je vais au cinéma), est maintenant grammaticalisé dans la construction du futur proche (ex. nous allons célébrer le millénaire de notre ville).
Les changements lexicaux peuvent consister en éliminations aussi. Certains mots sortent de l’usage avec les réalités disparues qu’ils dénommaient et ne sont pas remplacés, ex. tromblon (le nom d’une arme). D’autres, qui ont des référents actuels, sont remplacés. Par exemple, en roumain, on a substitué de nombreux mots d’origine turque et slave par des mots des langues romanes occidentales, ex. polcovnic « colonel » (du russe) a cédé sa place à colonel. Dans d’autres cas il n’y a qu’un sens ou des sens d’un mot qui sont éliminés, par exemple navré a perdu le sens propre « blessé ».

### Changements phonétiques, phonémiques et prosodiques
Certains changements phonétiques sont directement observables dans la parole de quiconque, ayant lieu dans certains contextes phonétiques mais non dans d’autres. Un exemple en est l’assimilation, par laquelle un son communique une ou plusieurs de ses caractéristiques à un son du voisinage. En anglais, par exemple, les mots ten « dix » et mice « souris » se prononcent [ten] et [maɪs] respectivement s’ils ne sont pas voisins mais dans le cas contraire ils forment un seul mot phonétique prononcé [ˈtemmaɪs], avec changement de [n] assimilé par [m]. Un autre phénomène synchronique est l’existence de mots à variantes, l’une avec, l’autre sans un certain changement phonétique, présentes dans des variétés de langue différentes ou dans la même variété. Par exemple le mot roumain adăuga « ajouter » a la variante adăoga, avec assimilation de [u] par ă [ə], les deux dans la variété standard de la langue. Il y a aussi des changements individuels, ex. la métathèse (permutation de sons) dans infractus (< infarctus).
Comme d’autres changements, un changement phonétique individuel aussi peut se diffuser et se généraliser, devenant un phénomène diachronique, et participant donc à la transformation dans le temps de certains mots, leur forme changée arrivant à être intégrée même par le standard de la langue, si elle en a un. Par exemple, la métathèse a contribué à l’évolution du mot latin formaticum au français fromage.
Les changements phonétiques sont relativement nombreux. Telles sont, à part l’assimilation et la métathèse, la dissimilation, la prothèse l’épenthèse, l’épithèse, l’aphérèse, la syncope, l’apocope, la synérèse, la diérèse, la diphtongaison, la monophtongaison, etc.
Les changements phonétiques ont été les premiers changements linguistiques étudiés de manière systématique, à partir de la première moitié du XIXe siècle, concernant l’histoire des langues indo-européennes. Ces recherches ont abouti au XXe siècle à la conclusion qu’en diachronie il se produit des changements phonétiques systématiques. Certains sont les mêmes dans toutes les langues qui ont la même langue mère, étant des ressemblances systématiques, par exemple la disparition du phonème /h/ du latin dans toutes les langues romanes. D’autres partent d’un son ou d’un groupe de sons dans un certain contexte dans la langue mère et se produisent différemment dans chaque langue mais, dans chacune, dans tous les mots qui remplissent les conditions originaires. Par exemple le groupe /kt/ du latin (ex. octo) a donné (es) /tʃ/ (ocho), (it) /tt/ (otto), (pt) /jt/ (oito), (ro) /pt/ (opt). Ce sont des différences systématiques qui, avec les ressemblances systématiques constituent des correspondances systématiques sur la base desquelles la phonétique historique et comparative contribue à établir la parenté entre langues et à reconstituer des langues mères non attestées.
Les linguistes ont proposé certaines motivations des changements phonétiques. L’une est la tendance à réduire l’effort articulatoire, par exemple en simplifiant les séquences de sons, comme dans le cas de l’assimilation. Une autre est l’analogie, qui se manifeste par l’influence réciproque entre mots appartenant au même champ sémantique. En roumain, par exemple, l’introduction d’un [m] non étymologique (épenthèse) dans le mot octombrie « octobre » s’explique par la présence de la même consonne dans le nom d’autres mois : septembrie « septembre », noiembrie « novembre », decembrie « décembre ». Une motivation extra-linguistique pourrait être la tendance à s’adapter à un certain groupe social en adoptant des caractéristiques d’une variété de langue de celui-ci, plus prestigieuse que celle du locuteur, ce qui peut mener à des changements d’en haut, parfois des phénomènes d’hypercorrection, comme la prononciation [toˈmaːtoː] par certains Américains du mot tomato « tomate » au lieu de la prononciation américaine standard [təˈmeɪtoʊ], en vertu d’une prononciation britannique imaginée, alors qu’en réalité, la prononciation britannique standard est [təˈmɑːtəʊ].
À côté des changements phonétiques il y a des changements phonémiques, qui consistent en la disparition de certains phonèmes et l’apparition d’autres au cours de l’histoire de la langue. Ainsi, les phonèmes /ts/ et /dz/ de l’ancien français ont disparu par leur changement en /s/ et /z/, respectivement, qui existaient déjà.
Il y a aussi des changements phonétiques, ainsi que prosodiques dus au contact linguistique et aux interférences qu’il provoque.
Les traits prosodiques sont empruntés plus facilement que les phonétiques. Le système des tons, par exemple, s’est développé à peu près de la même façon dans une grande partie des langues de l’Asie du Sud-Est, probablement sous l’influence du chinois.
Certaines langues empruntent des mots avec leur phonétisme. Ainsi, le tagalog des Philippines n’avait que les voyelles /i/, /u/ et /a/, mais a pris à l’espagnol, langue des anciens colonisateurs, les voyelles /e/ et /o/, ex. región > rehiyon « région ».
Un autre exemple d’influence prosodique et phonétique est la ressemblance des langues hongroise et slovaque quant à l’accentuation sur la première syllabe des mots et à leurs systèmes phonémiques.

### Changements grammaticaux
Ces changements affectent aussi bien la morphologie que la syntaxe, les deux types de changement étant souvent corrélés.
Certains changements morphologiques se produisent par analogie. Dans certains cas, le changement vise la régularisation. En français, par exemple, certains locuteurs régularisent le pluriel du mot cheval sous la forme chevals. Il y a cependant des exceptions aussi qui sont créées par analogie, certaines devenant standards, comme la forme de futur enverrai évoqué plus haut, créée par analogie avec le futur de voir, verrai.
Un changement très important dans certaines langues a été la réduction du degré de synthétisme en faveur de l’analytisme. En anglais, par exemple, la flexion, c’est-à-dire le marquage des genres, de la personne du verbe et des cas grammaticaux par des désinences s’est beaucoup réduite. Ces changements morphologiques sont en relation avec l’apocope, changement phonétique qui consiste en la chute d’un segment de la fin d’un mot, ex. (ic) singe (vieil anglais) > (I) sing (anglais moderne) « je chante », nama [nama] (vieil anglais) > name [nεmə] (moyen anglais) > name [neɪm] (anglais moderne) « nom ». La conséquence en a été l’entrée en fonction de procédés analytiques dans le domaine morphologique : les genres ne sont exprimés que parfois, par les pronoms personnels de la troisième personne du singulier, et la personne du verbe par les pronoms personnels également. Les conséquences sont morphologiques et syntaxiques à la fois quant à l’expression des fonctions syntaxiques sujet, attribut et compléments, qui n’est plus assurée par des désinences casuelles mais par des prépositions, respectivement leur absence, ainsi que par la position de ces termes dans la phrase, l’ordre des mots devenant moins libre qu’en vieil anglais.
Un changement qui a eu lieu dans une série de langues, parmi lesquelles certaines non apparentées aux autres, a été l’apparition de l’article défini. Le latin n’en avait pas, mais toutes les langues romanes en ont développé plusieurs formes à partir des pronoms démonstratifs. En anglais, l’unique article défini (the) provient de la forme de masculin singulier nominatif (þe) du pronom démonstratif du vieil anglais. Le vieux-slave et les langues slaves actuelles n’ont pas d’articles, mais en bulgare il s’est formé des articles définis à partir de démonstratifs également. Le hongrois non plus n’avait pas d’articles, mais depuis le XVe siècle, le pronom démonstratif d’éloignement az est utilisé comme article défini aussi.
Le contact des langues et les interférences qu’il provoque par la pratique du bilinguisme et du multilinguisme occasionne des emprunts grammaticaux aussi. Ils se produisent par calque, pouvant être morphologiques, comme la construction se remercier pour quelque chose en Alsace, où le verbe devient pronominal sous l’influence de la construction germanique correspondante, cf. (de) sich bedanken für etwas. Des cas d’emprunts syntaxiques sont, en français du Canada, des constructions avec des prépositions traduites exactement de l’anglais, comme être sur l’avion < to be on the plane vs être dans l’avion.
On connaît aussi des cas d’emprunt d’ordre des mots, comme dans les langues karens de Birmanie. Celles-ci font partie de la famille des langues tibéto-birmanes, caractérisées en général par l’ordre SOV, mais ont emprunté aux langues voisines l’ordre SVO.

## Facteurs s’opposant au changement
Du point de vue de la linguistique purement descriptive, non normative, non prescriptive et non corrective, la langue ne s’améliore ni ne se détériore, ne devient ni plus belle ni plus laide par les changements des systèmes phonémique/phonétique et grammatical, qui ne sont ni positifs ni négatifs. En revanche, ils sont inhérents, déterminant des variantes d’éléments et de structures, ainsi que des variétés de langue. Dans cette conception, aucun fait de langue dans l’usage de sa langue maternelle par tout locuteur natif adulte et qui ne souffre d’aucune maladie affectant la parole, dans des conditions normales, ne peut être considéré comme incorrect, sauf si c’est une erreur accidentelle. Sont des erreurs seulement les écarts par rapport aux règles de la langue en général, par exemple *Le mur est trois mètres haut au lieu de Le mur a trois mètres de haut.
Le standard de la langue est lui aussi une variété, élaborée par des activités conscientes de codification, avec des motivations extra-linguistiques, entre autres la nécessité d’avoir un moyen de communication commun aux utilisateurs de la langue en cause, qui utilisent éventuellement d’autres variétés aussi. Dans ce but, la variété standard sert dans l’enseignement de la langue maternelle, est utilisée dans le système scolaire en général, dans les institutions de l’État, dans la justice, dans les relations officielles, dans les médias, etc.. C’est également la variété standard qui est enseignée en tant que langue étrangère.
Une partie des utilisateurs de la langue, parmi lesquels les spécialistes qui pratiquent une linguistique normative, prescriptive, corrective, considèrent comme une erreur tout écart par rapport à la variété standard, même s’ils admettent certaines variantes, c’est pourquoi ils sont réticents à l’égard de changements que les locuteurs ordinaires acceptent. Ainsi, la variété standard est un facteur de conservation de la langue dans son état actuel. Cela ne veut pas dire que le standard ne subit pas de changements, mais il le fait avec un certain retard par rapport à l’usage réel, et sans les accepter tous.
L’écriture et, a fortiori, l’orthographe en tant que partie du standard, contribue elle aussi à la conservation de l’état actuel de la langue, bien qu’elle change aussi, mais elle est toujours à la traîne. C’est particulièrement évident dans les langues ayant une tradition de la culture écrite relativement ancienne, comme le français, l’anglais, le grec, l’allemand, etc.
L’un des aspects du conservatisme linguistique est l’attitude à l’égard des emprunts. Les locuteurs ordinaires adoptent spontanément des mots étrangers, plus ou moins facilement, en fonction de divers facteurs, mais les emprunts peuvent faire l’objet d’une politique linguistique, qui présente une large gamme d’attitudes, allant du libéralisme au purisme, en fonction de la langue donnée, de son stade considéré à un certain moment historique et même de certains facteurs politiques. Par exemple, depuis le milieu du XXe siècle, à mesure que l’influence américaine dans le monde s’accroît, la politique linguistique des pays francophones cherche à limiter l’entrée d’anglicismes en français. Des organismes officiels s’occupent du standard de la langue, y compris en recommandant l’emploi de termes autochtones existants ou de termes nouvellement formés en français, à la place de termes étrangers. On a même adopté des mesures législatives en faveur du français.

## Sources bibliographiques
- (en) Andersson, Lars et Trudgill, Peter, Bad language [« Mauvaise langue »], Oxford (Angleterre) / Cambridge (Massachusetts, USA), Blackwell, 1990*(ro) Bidu-Vrănceanu, Angela et al., Dicționar general de științe. Științe ale limbii [« Dictionnaire général des sciences. Sciences de la langue »], Bucarest, Editura științifică, 1997 (ISBN 973-44-0229-3, lire en ligne)
- (hu) Bokor, József, « Szóalaktan » [« Morphologie »], dans A. Jászó, Anna (dir.), A magyar nyelv könyve [« Le livre de la langue hongroise »], Budapest, Trezor, 2007, 8e éd. (ISBN 978-963-8144-19-5, lire en ligne), p. 254-292
- (en) Bussmann, Hadumod (dir.), Dictionary of Language and Linguistics [« Dictionnaire de la langue et de la linguistique »], Londres – New York, Routledge, 1998 (ISBN 0-203-98005-0, lire en ligne [PDF])
- (ro) Constantinescu-Dobridor, Gheorghe, Dicționar de termeni lingvistici [« Dictionnaire de termes linguistiques »] (DTL), Bucarest, Teora, 1998 (sur Dexonline.ro)
- (en) Crystal, David, A Dictionary of Linguistics and Phonetics [« Dictionnaire de linguistique et de phonétique »], Oxford, Blackwell Publishing, 2008, 4e éd., 529 p. (ISBN 978-1-4051-5296-9, lire en ligne [PDF])
- Delatour, Yvonne et al., Nouvelle grammaire du français : cours de civilisation française de la Sorbonne, Paris, Hachette, 2004, 367 p. (ISBN 2-01-155271-0, lire en ligne)
- Dubois, Jean et al., Dictionnaire de linguistique, Paris, Larousse-Bordas/VUEF, 2002 (lire en ligne)
- (en) Eifring, Halvor et Theil, Rolf, Linguistics for Students of Asian and African Languages [« Linguistique pour les étudiants en langues asiatiques et africaines »], Oslo, Université d’Oslo, 2005 (lire en ligne)
- Maurice Grevisse et André Goosse, Le Bon Usage : grammaire française, Bruxelles, De Boeck Université, 2007, 14e éd., 1584 p. (ISBN 978-2-8011-1404-9, lire en ligne [PDF])
- (hu) Haader, Lea, « 13. fejezet – A középmagyar kor » [« Chapitre 13 – Période du moyen hongrois »], dans Kiefer, Ferenc (dir.), Magyar nyelv [« La langue hongroise »], Budapest, Akadémiai Kiadó, 2006 (ISBN 963-05-8324-0, lire en ligne), p. 256-270
- (en) Harper, Douglas, « Online Etymology Dictionary (Etymonline) » [« Dictionnaire étymologique en ligne »] (consulté le 2 novembre 2020)
- (hu) Kálmán, László et Trón, Viktor, Bevezetés a nyelvtudományba [« Introduction à la linguistique »], Budapest, Tinta, 2007, 2e éd. (ISBN 978-963-7094-65-1, lire en ligne [PDF])
- (hu) Kiefer, Ferenc, « 3. fejezet – Alaktan » [« Chapitre 3 – Morphologie »], dans Kiefer, Ferenc (dir.), Magyar nyelv [« La langue hongroise »], Budapest, Akadémiai Kiadó, 2006 (ISBN 963-05-8324-0, lire en ligne), p. 34-49
- (hu) Kiss, Jenő, « 18. fejezet – Nyelvjárások, regionális nyelvváltozatok » [« Chapitre 18 – Dialectes, variétés régionales »], dans Kiefer, Ferenc (dir.), Magyar nyelv [« Langue hongroise »], Budapest, Akadémiai Kiadó, 2006 (ISBN 963-05-8324-0, lire en ligne), p. 358-379 (PDF à télécharger)
- (en) Elizabeth Closs Traugott, « On Regularity in Semantic Change », Journal of Literary Semantics, vol. 14, no 3,‎ 1er janvier 1985, p. 155–173 (ISSN 1613-3838, DOI 10.1515/jlse.1985.14.3.155, lire en ligne, consulté le 10 mai 2024)
- Leclerc, Jacques, « La politique linguistique du français », sur L'aménagement linguistique dans le monde, 27 avril 2017 (consulté le 2 novembre 2020)
- Loubier, Christiane, De l’usage de l’emprunt linguistique, Montréal, Office québécois de la langue française, 2011 (ISBN 978-2-550-61626-9, lire en ligne)
- (hu) Nádasdy, Ádám, « Miért változik a nyelv? » [« Pourquoi la langue change-t-elle ? »], sur Mindentudás Egyeteme (Université de tout le savoir), 17 novembre 2003 (consulté le 2 novembre 2020)
- (hu) Nádasdy, Ádám, « 29. fejezet – Nyelv és írás » [« Chapitre 29 – Langue et écriture »], dans Kiefer, Ferenc (dir.), Magyar nyelv [« Langue hongroise »], Budapest, Akadémiai Kiadó, 2006 (ISBN 963-05-8324-0, lire en ligne), p. 657-675
- (en) Nordquist, Richard, « What Is a Grammatical Error? » [« Qu’est-ce qu’une erreur de grammaire ? »], sur Thought.Co, 5 février 2020 (consulté le 2 novembre 2020)
- (hu) Sándor, Klára, « 31. fejezet – Nyelvtervezés, nyelvpolitika, nyelvművelés » [« Chapitre 31 – Planification linguistique, politique linguistique, cultivation de la langue »], dans Kiefer, Ferenc (dir.), Magyar nyelv [« Langue hongroise »], Budapest, Akadémiai Kiadó, 2006 (ISBN 963-05-8324-0, lire en ligne), p. 693-717 (PDF à télécharger)
- « Trésor de la langue française informatisé (TLFi) » (consulté le 2 novembre 2020)